# Wzgórze Świętego Floriana
Wzgórze Świętego Floriana – wzniesienie na Płaskowyżu Jędrzejowskim, położone w województwie świętokrzyskim, w powiecie jędrzejowskim, w gminie Nagłowice. 
Wzniesienie znajduje się między miejscowościami Trzciniec i Rakoszyn.
Nazwa wzniesienia Wzgórze Świętego Floriana została ustalona urzędowo w 2012 r.